# 구글의 역사
이 문서는 구글의 역사에 대해 다룬다

## 구글의 시작

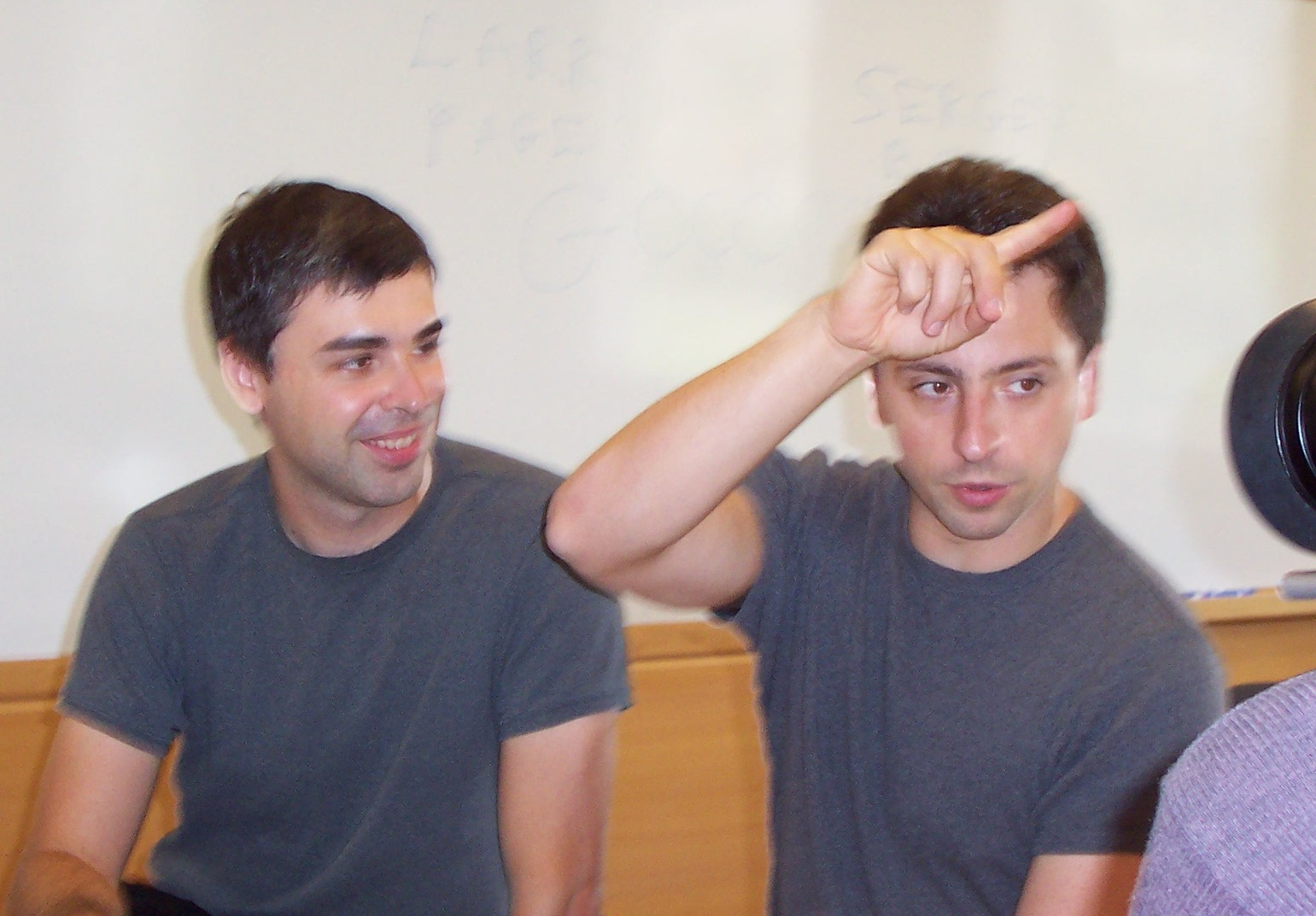
구글 공동 창업자 세르게이 브린과 래리 페이지

1996년 1월, 스탠퍼드 대학의 박사과정 대학원생이었던 래리 페이지가 연구 프로젝트로서 구글을 시작하였다. 곧, 래리 페이지의 가까운 친구이자 같은 과 박사과정 대학원생이었던 세르게이 브린이 프로젝트에 합류했다. 래리 페이지는 기존 방법에 비해 웹사이트 간의 관계를 분석하는 검색 엔진이 더 나은 결과를 산출해 낼 것이라는 가설을 세웠다. (보통 기존의 검색 엔진들은 특정 키워드가 웹페이지 내에 얼마나 많이 출현하는가에 따라 웹페이지의 순위를 매겼다.) 이 프로젝트의 원래이름은 백럽(BackRub)이었다. 웹사이트의 중요도를 그 사이트로 연결되는 백링크를 따져 결정했기 때문이다. 당시 리얀홍이라는 사람의 랭크덱스(RankDex)라는 작은 검색 엔진이 이미 같은 기법을 사용하고 있었지만 말이다.
다른 관련 있는 웹페이지로부터 가장 많은 링크가 들어오는 페이지가 검색과 가장 관련 있는 페이지일 것이라는 가정하에, 래리 페이지와 세르게이 브린은 이 가설을 그들의 연구를 수행하면서 시험해보았다. 이 가설은 훗날 그들이 만든 검색 엔진의 기초가 되었다. 초창기에 이 검색 엔진은 스탠퍼드 대학교 웹사이트를 이용하였는데, 도메인 이름은 "google.stanford.edu"였다. 이후, 도메인 "google.com"은 1997년 9월 15일 등록되었다. 1998년 9월 7일, 페이지와 브린은 캘리포니아주 먼로 파크에 있는 친구집 차고에서 그들의 회사인 "Google Inc."를 공식 창립을 한다.
"구글"이라는 명칭은 "구골"이라는 단어의 철자를 잘못 쓴 것이다. 여기서 구골은 10100(1 뒤에 0이 100개 붙는다.)을 의미한다. 2006년, 일상 생활에서의 사용이 늘어나자, "구글하다 (동사)"(google)가 메리엄 웹스터 사전 및 옥스퍼드 영어 사전에 등재되었다. "구글하다 (동사)"는 "구글을 이용하여 인터넷의 정보를 검색하다"라는 뜻이다.
1999년 3월, 이 회사는 팰러앨토 유니버시티 애비뉴 165번지로 사무실을 옮겼다. 이 주소는 다른 실리콘 밸리 벤처기업들의 요람이라 말할 수 있을 만한 곳이었다. 두어 군데를 옮겨다니며 성장한 후, 1999년 구글은 마운틴 뷰 앰피시어터 파크웨이 1600번지에 있는 건물을 실리콘 그래픽스(SGI)로부터 임대하였다. 이 회사는 이후로 여기에 계속 머물렀다. 이 복합단지에는 구글플렉스(Googleplex)라는 이름이 붙었다. (구골플렉스라는 단어를 가지고 장난친 것이다. 1 뒤에 구골 개의 0이 붙는 수이다.) 2006년, 구글은 이 곳을 실리콘 그래픽스로부터 3억 1900만 달러에 사들였다.

## 초창기 투자 및 IPO

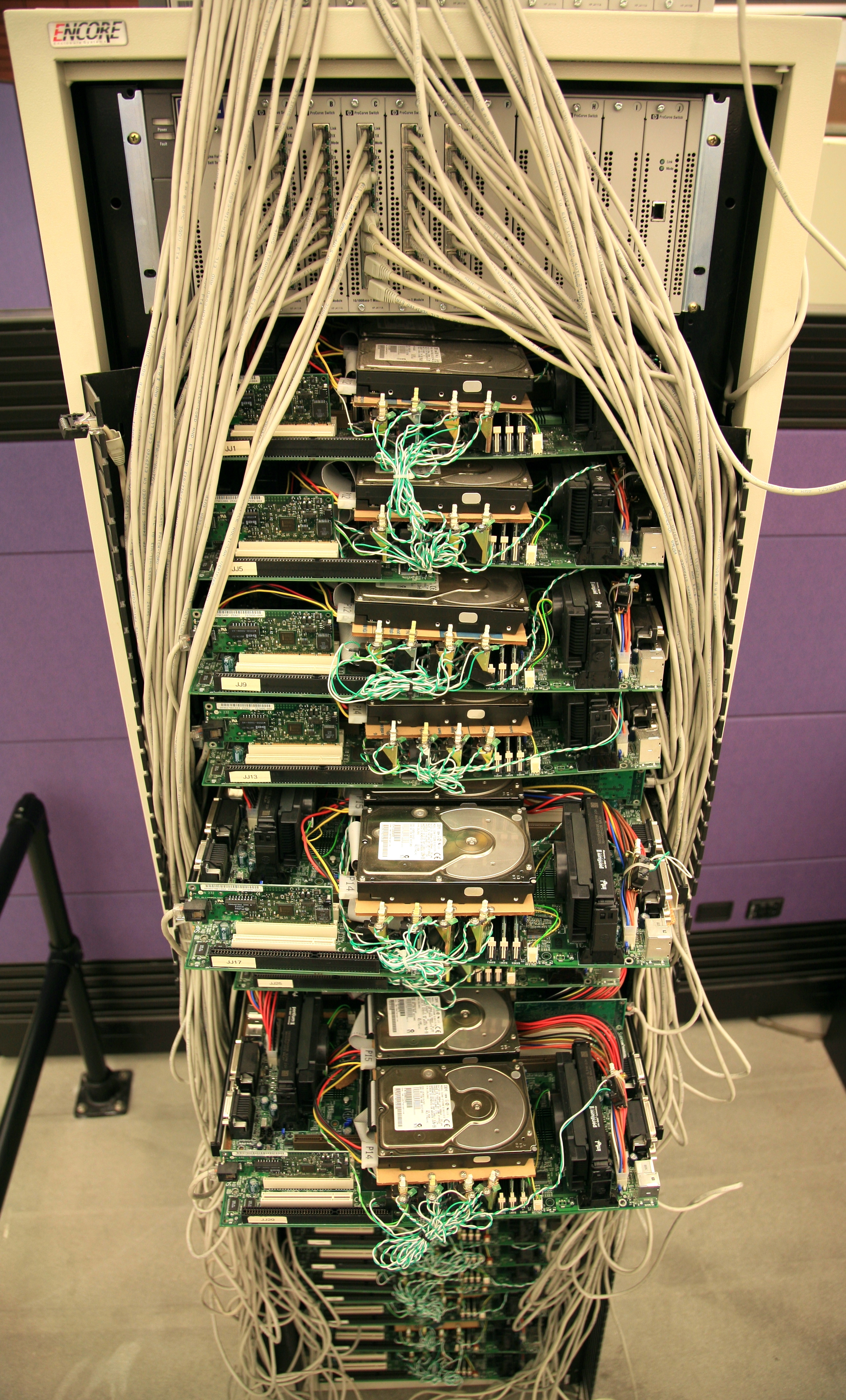
1999년 당시의 구글 서버.

회사로서의 구글에 대한 최초의 펀딩은 앤디 벡톨샤임이 하였다. 1998년 8월 하순, 스탠퍼드 대학의 박사 과정 학생이었던 래리 페이지와 세르게이 브린은 당시 구글이 가지고 있던 인덱스보다 더 큰 인덱스를 확보하려고 노력 중이었다. 그들에겐 하드웨어가 필요했고, 그들은 투자를 갈망하고 있었다. 그들은 스탠퍼드 대학 교수인 데이비드 채리턴(David Cheriton)의 소개로 선 마이크로시스템즈의 공동 창업자 중 한 사람이었던 앤디 벡톨샤임을 만나게 됐다. 이 자리에서 앤디 벡톨샤임은 10만 달러의 투자를 하였다.
6개월 뒤, 구글은 더 큰 규모의 펀딩(라운드 오브 펀딩)을 받게 됐다. 당시 벤처 캐피털 업계에서 선두 자리에 있던 두 업체인 클라이너 퍼킨스 코필드 & 바이어스 및 세쿼이아 캐피털로부터였다. 1999년 7월 7일 브린과 페이지는 클라이너 퍼킨스 코필드 & 바이어스와 세쿼이아 캐피털이 구글에 2500만 달러를 투자하기로 결정했다는 보도자료를 내보냈다.

2003년 10월, IPO가 논의되고 있었다. 이때 마이크로소프트가 구글에 접근하여 제휴 관계나 합병을 제안하였다. 하지만 아무런 거래도 구체화되지는 않았다. 2004년 1월 구글은 모건 스탠리와 골드만 삭스 그룹을 통해 IPO를 준비 중이라고 발표하였다. IPO를 통해 40억 달러를 끌어모을 계획이었다.
캡션

## 같이 보기
- 구글 검색의 연표
- 구글에 대한 비판
- 구글 로고
- 래리 페이지
- 세르게이 브린
- 구글의 이스터 에그 목록